# 1 април
1 април е 91-вият ден в годината според григорианския календар (92-ри през високосна). Остават 274 дни до края на годината.

## Събития
- 527 – Начело на Византия застава Юстиниан I
- 1572 – Група протестантски пирати превзема град Брийле.
- 1579 – Основан е университета във Вилнюс.
- 1657 – Обесен е Партений III Константинополски, вселенски патриарх.
- 1778 – Бизнесменът от Ню Орлийнз Оливър Полък създава знака на долара.
- 1803 – Френското правителство забранява да се дават имена на деца, които ги няма в календара.
- 1808 – Император Александър I провъзгласява присъединяването на Финландия към Русия.
- 1826 – Патентован е двигателят с вътрешно горене.
- 1875 – Първата метеорологична карта е публикувана в лондонския вестник „Таймс“.
- 1889 – В Чикаго се появява на пазара първата съвременна съдомиялна машина, изобретена от Джоузефин Кокрейн.
- 1891 – Художникът Пол Гоген отплавал за Таити.
- 1906 – Подписана е Международна конвенция за защита на птиците.
- 1916 – В България се въвежда Григорианския календар и датата не съществува в календара от тази година, като същия ден в хода на ПСВ е сключено временно споразумение между Австро-Унгария и Царство България за установяване сферите на влияние на двете държави в Албания.
- 1918 – Първата Световна Война: Създадени са Кралските Военновъздушни сили като амалгама от Кралския летателен корпус (Royal Flying Corps) и Кралската флотска въздухоплавателна служба (Royal Naval Air Service).
- 1933 – Немският крайцер Адмирал Шеер е спуснат на вода.
- 1936 – Основан е аржентинският ФК Лухан.
- 1937 – Бирма (днес Мианмар) се отделя от Индия.
- 1939 – Пада Втората испанска република.
- 1940 – В Ню Джърси е проведена първата демонстрация на електронен микроскоп.
- 1946 – Във Варна е създаден Държавен симфоничен оркестър.
- 1947 – В София е основан Съюз на българските композитори – творческа организация на композитори и музиковеди
- 1948 – Студената война: Започва блокадата на Берлин, след като контролираното от Съветския съюз правителство на Източна Германия, предприема проверки на пътния и жп трафик със Западен Берлин.
- 1959 – Създадена е Българска национална филмотека (първоначално името ѝ е Държавен филмов архив).
- 1960 – САЩ пускат в космоса първия в света метеорологичен изкуствен спътник.
- 1966 – В Сенегал е открит първият в света фестивал на африканското изкуство.
- 1976 – Стив Джобс и Стийв Возняк основават Apple Computer, Inc.
- 1979 – Иран е провъзгласен за ислямска република.
- 1987 – Американецът Стивън Нюмън завършва за 4 години първата околосветска пеша обиколка (36 200 км, посетени 20 страни на пет континента).
- 1997 – Кометата Хейл-Боп преминава през перихелий.
- 1998 – На публичен търг в Лондон цигулка Страдивариус е продадена за 1 526 000 долара – световен рекорд за цена на музикален инструмент.
- 2004 – Google стартира своята услуга за електронна поща Gmail.
- 2006 – Основана е официално Агенцията за борба с тежката организирана престъпност.
- 2009 – Хърватия и Албания стават членове на НАТО.

## Родени
- 1578 – Уилям Харви, английски лекар († 1657 г.)
- 1647 – Джон Уилмът, английски поет († 1680 г.)
- 1697 – Прево, френски писател и журналист, автор на „Манон Леско“ († 1763 г.)
- 1753 – Жозеф дьо Местр, савойски философ († 1821 г.)
- 1809 – Николай Гогол, руски писател, поет и драматург († 1852 г.)
- 1815 – Ото фон Бисмарк, първи канцлер на обединена Германия († 1898 г.)
- 1842 – Араби-паша, египетски лидер († 1911 г.)
- 1847 – Йордан Брадел, български лекар († 1899 г.)
- 1852 – Стефан Бочаров, български военен лекар († 1937 г.)
- 1862 – Антон Митов, български художник († 1930 г.)
- 1868 – Едмон Ростан, френски драматург († 1918 г.)
- 1873 – Сергей Рахманинов, руски композитор († 1943 г.)
- 1875 – Едгар Уолъс, писател († 1932 г.)
- 1878 – Кирил Христов Совичанов, български революционер и учител († 1961 г.)
- 1881 – Октавиан Гога, румънски поет, общественик, политик и драматург († 1938 г.)
- 1884 – Георги Богровски, български политик († 1959 г.)
- 1887 – Леонард Блумфийлд, американски лингвист († 1949 г.)
- 1905 – Еманюел Муние, френски философ, представител на персонализма († 1950 г.)
- 1906 – Александър Сергеевич Яковлев, съветски авиоконструктор († 1989 г.)
- 1908 – Ейбрахам Маслоу, американски психолог († 1970 г.)
- 1909 – Бинка Вазова, българска художничка († 2007 г.)
- 1911 – Илия Пейков, български художник († 1988 г.)
- 1917 – Симон Барии, френска актриса († 2013 г.)
- 1920 – Велико Йорданов, български учител († 2004 г.)
- 1920 – Евгени Матеев, български икономист († 1997 г.)
- 1920 – Тоширо Мифуне, японски актьор и продуцент († 1997 г.)
- 1926 – Ан Макафри, американска писателка († 2011 г.)
- 1929 – Иван Станчов, български дипломат († 2021 г.)
- 1929 – Милан Кундера, чехословашки писател († 2023 г.)
- 1931 – Ролф Хохут, немски драматург († 2020 г.)
- 1931 – Петър Пашов, български езиковед († 2009 г.)
- 1933 – Клод Коен-Тануджи, френски физик, Нобелов лауреат
- 1938 – Ради Неделчев, български художник († 2022 г.)
- 1939 – Людмил Даковски, български учен
- 1939 – Петко Еврев, български архитект († 2020 г.)
- 1940 – Вангари Маатаи, кенийска активистка, Нобелов лауреат († 2011 г.)
- 1941 – Рашко Сугарев, български писател († 1995 г.)
- 1942 – Самюъл Дилейни, американски писател
- 1945 – Джан Батиста Кампаньола, италиански дипломат
- 1946 – Ариго Саки, италиански футболен треньор
- 1953 – Алберто Дзакерони, италиански футболист
- 1954 – Джанкарло Антоньони, италиански футболист
- 1961 – Сюзън Бойл, шотландска певица
- 1966 – Симеон Владов, български актьор и певец
- 1974 – Владимир Бесчастних, руски футболист
- 1975 – Магдалена Малеева, българска тенисистка
- 1978 – Силвия, българска попфолк певица
- 1979 – Костадин Костадинов, български политик
- 1980 – Ренди Ортън, американски кечист
- 1983 – Кристиан Шулц, немски футболист
- 1983 – Херман Пиетробон, аржентински футблист
- 1986 – Иреен Вюст, холандска скоростна кънкьорка
- 1987 – Дин Джънхуй, китайски снукър играч
- 2003 – Кристиян Върбановски, български актьор, певец, влогър и инфлуенсър

## Починали
- 1204 – Елеонор Аквитанска, съпруга на кралете Луи VII (Франция) и Хенри II (Англия) (* 1122 г.)
- 1548 – Зигмунт I Стари, полски крал и велик литовски княз (* 1467 г.)
- 1865 – Джудита Паста, италианска оперна певица, сопрано сфогато (* 1797 или 1798 г.)
- 1917 – Скот Джоплин, американски музикант (* 1868 г.)
- 1922 – Карл I, австрийски император (* 1887 г.)
- 1939 – Антон Макаренко, руски писател (* 1888 г.)
- 1940 – Стоян Брънчев, български лесовъд (* 1860 г.)
- 1944 – Иван Козарев, деец на БКП (* 1901 г.)
- 1944 – Митко Палаузов, дете партизанин (* 1930 г.)
- 1947 – Георгиос II, крал на Гърция (* 1890 г.)
- 1947 – Екатерина Каравелова, българска общественичка (* 1860 г.)
- 1952 – Ференц Молнар, унгарски писател (* 1878 г.)
- 1962 – Мишел дьо Гелдерод, белгийски драматург (* 1898 г.)
- 1962 – Ото Пьоцъл, австрийски невролог (* 1877 г.)
- 1965 – Иван Димов, български актьор (* 1897 г.)
- 1966 – Димитър Димов, български писател (* 1909 г.)
- 1968 – Лев Ландау, руски физик, Нобелов лауреат (* 1908 г.)
- 1973 – Йоланде Якоби, немски психолог (* 1890 г.)
- 1976 – Александър Шеманский, руски оперен певец (* 1900 г.)
- 1976 – Макс Ернст, германски художник (* 1891 г.)
- 1984 – Марвин Гей, американски музикант (* 1939 г.)
- 1991 – Марта Греъм, американска танцьорка (* 1894 г.)
- 2002 – Симо Хаюха, финландски снайперист (* 1905 г.)
- 2005 – Томас Клинг, немски поет (* 1957 г.)
- 2008 – Петър Славов, български барабанист (* 1941 г.)
- 2010 – Дзанис Дзанетакис, гръцки политик (* 1927 г.)
- 2011 – Георги Русев, български актьор (* 1928 г.)
- 2017 – Евгений Евтушенко, руски поет и писател (* 1932 г.)

## Празници
- Ден на шегата
- Начало на Седмицата на гората (1 април – 7 април)
- Празник на Света Мария Египетска
- Международен ден на птиците - Отбелязва се от 1906 г. по силата на Конвенцията за защита на редките птици.
- Иран – Ден на Ислямската република (национален празник, 1979 г.)
- Кипър – Национален празник
- Сан Марино – Национален празник
- Тайланд – Ден на държавната служба (1979 г.)
- ЮАР – Ден на семейството